# 旅の途中 (清浦夏実の曲)
「旅の途中」（たびのとちゅう）は、2008年2月6日にリリースされた清浦夏実の2作目のシングル。
発売元はJVCエンタテインメント、販売元はビクターエンタテインメント（VTCL-35013）。
テレビアニメ『狼と香辛料』オープニングテーマとして使用された楽曲「旅の途中」を収録。同曲は、作詞作曲を担当したZABADAKがセルフカバーし、アルバム『平行世界』に収録された。

## 収録内容
1. 旅の途中　(4:54)
  - 作詞：小峰公子 作曲・編曲：吉良知彦
    - テレビアニメ『狼と香辛料』のオープニングテーマ
2. 約束のうた　(5:28)
  - 作詞：小峰公子 作曲・編曲：吉良知彦
3. 旅の途中 without NATSUMI
4. 約束のうた without NATSUMI